# Dagmor
Dagmor era la espada de Beren, descrita en el legendarium creado por el escritor  británico J. R. R. Tolkien, en La balada de Leithian, contenida en Las baladas de Beleriand.

## Historia
Beren era un guerrero, hijo de Emeldir y del jefe de la Casa de Bëor, Barahir. Es conocido al ser protagonista, junto a la elfa Lúthien, de una de las mayores historias de amor de la obra de Tolkien. Antes de conocer a su amada combatió duramente contra los orcos de Morgoth junto a su padre y un grupo de leales. 
Dagmor, significa ‘muerte oscura’ y era el nombre que recibía la espada de Beren.
Poco se conoce sobre ella, pero debió ser un arma poderosa, pues las hazañas de Beren fueron muchas, y muchos son los orcos y trasgos que perecieron bajo su acero. También utilizó posteriormente su espada Dagmor para combatir a las arañas gigantes hijas de Ungoliant durante su estancia en el valle de Nan Dungortheb, donde pasó largo y penoso tiempo.